# حمزة علي عبود
حمزة عبود واسمهُ الكامل حمزة علي عبود (من مواليد عام 1946 في عدلون بلبنان) هو كاتب وشاعر لبناني نُشرت له عددٌ من الكتب والدوواين الشعريّة لعلّ أبرزها أبدأ من رقم يمشي عام 1978، وديوان الكلام أيضًا عام 1982، فضلًا عن روايتي حكايات الشاعر بلوزار عام 1988، ورواية هدوء حذر عام 1999.

## الحياة المبكّرة والتعليم
وُلد حمزة علي عبود عام 1946 في مدينة عدلون وهناك ترعرع. درس في مدينة صور حيثُ أكمل هناك المرحلة الثانوية، ثمّ حصل على الثانوية العامة في أحد مدارس العاصمة المصريّة القاهرة وعلى إجازة اللغة العربية وآدابها من الجامعة اللبنانية عام 1974.

## المسيرة المهنيّة
بدأ حمزة علي عبود مسارهُ المهنيّ في التدريس، كما عمل كاتبًا في عددٍ من الصحف اللبنانية مثل: السفير والنهار، بالإضافة إلى كتابة عددٍ من المقالات في المجلات الأدبية والثقافية مثل: مواقف والطريق وفي مركز الأبحاث العربية.
اقتحمَ حمزة عالم الكتابة مبكرًا وتحديدًا في العام 1978 حينما أصدر ديوانه الشعري الأول تحتَ عنوان «أبدأ من رقم يمشي»، ثمّ أعقبهُ بديوان شعري ثاني في عام 1982 تحتَ عنوان «الكلام أيضًا»، قبل أن يُصدر ديوانه الشعري الثالث «ظلال لسيرة التائه» عام 1991، ثمّ انتظر خمس سنواتٍ لينشر الديوان الشعري الرابع له وهو الذي جاء معنونًا «كأنني الآن»، وقد حقّق بعض النجاح من حيث نسب المبيعات وذلك بعدما كان حمزة علي عبود قد حفر اسمًا له في عالم الكتابة والتأليف محليًا (في لبنان) وعربيًا (خاصّة في الشرق الأوسط).
انتقل حمزة لعالم الرويات وخاصّة الطويلة منها، حيث نشر عام 1988 رواية «حكايات الشاعر بلوزار» وانتظر حتى عام 1999 (عقدٌ من الغياب عن الساحة الأدبيّة) حينما نشر رواية «هدوء حذر» والتي تُعتبر مجموعة قصصيّة أيضًا. تروي هذه الرواية حكاية شعبٍ يتطلعُ نحو الديمقراطية والحرية رغم الغربة التي طال أمدها، إنها تروي حكاية جيل عاش أيام وليالي بين أصوات المدافع والصواريخ والطائرات، ومع انبلاج كل صباح يقول في نفسه لقد انتهت الحرب، ولكن هذا الهدوء الذي يحس به ما هو إلا هدوء حذر لإطلاق النار وليس نهايتها.
أُلّفت بعض الكتب عن الشاعر اللبناني حمزة علي عبود منها ما كتبهُ نزيه خاطر عام 1983 بعنوان «الحسناء»، وما كتبهُ الكاتب اللبناني الآخر أحمد فرحات عام 1983 أيضًا تحت عنوان «الكفاح العربي»، وأخيرًا وليس آخرًا رواية عباس بيضون بعنوان «السفير» والتي ضمَّ فيها بعض الصفحات للحديث عن حمزة.

## قائمة أعماله
هذه قائمةٌ بأبرز أعمال الكاتب اللبناني حمزة علي عبود:
الدواوين الشعريّة
- أبدأ من رقم يمشي (1978)
- الكلام أيضًا (1982)
- ظلال لسيرة التائه (1991)
- كأنني الآن (1996)

روايات
- حكايات الشاعر بلوزار (1988)
- هدوء حذر (1999)

مؤلفات
- مختارات من الشعر الأمريكي المعاصر - مقدمتان لكتاب (المواقف والمخاطبات) لمحمد بن عبد الجبار بن الحسن.

كُتُبٌ عنه
- نزيه خاطر (الحسناء 1983)
- أحمد فرحات (الكفاح العربي 1983)
- عباس بيضون (السفير 1983)